# Lepajan edwardsi
Lepajan edwardsi är en spindelart som beskrevs av Antonio D. Brescovit 1997. Lepajan edwardsi ingår i släktet Lepajan och familjen spökspindlar.
Artens utbredningsområde är Ecuador. Inga underarter finns listade i Catalogue of Life.